# Informação e Sociedade
A Informação e Sociedade é um periódico científico editado pelo Programa de Pós-Graduação em Ciência da Informação da Universidade Federal da Paraíba. Publicada desde seu lançamento em 1991, esta revista está indexada em várias bases como Latindex e DOAJ.
Na avaliação do Qualis realizada pela Coordenação de Aperfeiçoamento de Pessoal de Nível Superior (CAPES), este periódico foi classificado no extrato A1 para a área de Comunicação e Ciências da Informação.